# قهوه چینی
قهوه چینی (به انگلیسی: Chinese Coffee) فیلمی در ژانر درام به کارگردانی آل پاچینو است. این فیلم در سال ۲۰۰۰ میلادی ساخته شده و بازیگران این فیلم عبارت‌انداز: آل پاچینو، جری اورباک

## خلاصه داستان
ماجرا در اوایل دههٔ هشتاد میلادی در محلهٔ گرینویچ نیویورک صورت می پذیرد.هری و جیک، دو نویسندهٔ ناموفق و فقیر، یک شب سرد زمستانی را در خانهٔ جیک به گفتگو دربارهٔ پول، زیبایی‌شناسی هنر، رفاقت، زن‌های زندگی‌شان و دست‌نویس رمان سوم جیک می‌گذرانند.